# امرسون بلاسی
امرسون بلاسی (انگلیسی: Rosa Blasi؛ زادهٔ ۱۹ دسامبر ۱۹۷۲) یک هنرپیشه، و بازیگر سینما اهل ایالات متحده آمریکا است.